# Hoplunnis megista
Hoplunnis megista är en fiskart som beskrevs av Smith och Kanazawa, 1989. Hoplunnis megista ingår i släktet Hoplunnis och familjen Nettastomatidae. Inga underarter finns listade i Catalogue of Life.